# Phoebetria fusca
El albatros ahumado (Phoebetria fusca) es una especie de ave procelariforme de la familia Diomedeidae. Habita en el hemisferio Sur, en todos los océanos.

## Descripción
Alcanza aproximadamente 85 cm de largo y 2 m de envergadura. De adulto pesa entre 2,1 y 3,4 kg. Es de color castaño ahumado, con tonos más oscuros a los lados de la cabeza, y una mancha semicircular blanca por detrás y encima del ojo. Tiene pico negro, y una amplia cola en forma de diamante. Los inmaduros son similares a los adultos, pero tienen plumas pálidas en la parte superior del lomo.

## Comportamiento

### Alimentación
Se alimenta de calamares, crustáceos, peces y carroña.

### Reproducción
Vive en colonias de entre 50 y 60 parejas. Construyen su nido en riscos y acantilados. Sólo se aparean una vez cada dos años.